# تشم علي شاه
تشم علي شاه هي قرية في مقاطعة لنجان، إيران. يقدر عدد سكانها بـ 353 نسمة بحسب إحصاء 2016.